# Centaurea cyprensis
Centaurea cyprensis là một loài thực vật có hoa trong họ Cúc. Loài này được (Holub) T.Georgiadis mô tả khoa học đầu tiên năm 1993.